# Parliament of Ireland
Das Parliament of Ireland (irisch Parlaimint na hÉireann, dt. Parlament Irlands) war eine legislative Gewalt im Königreich Irland, die vom Mittelalter bis 1800 existierte. Sie bestand aus dem König von Irland und zwei Kammern: dem Irish House of Commons (Unterhaus) und dem Irish House of Lords (Oberhaus). Das Oberhaus wurde von Mitgliedern des irischen Hochadels (Peerage of Ireland) besetzt, während das Unterhaus direkt gewählt wurde. Über die Jahrhunderte hinweg traf sich das Parlament in verschiedenen Orten in und außerhalb von Dublin – die erste nachgewiesene Versammlung fand am 18. Juni 1264 in Castledermot im County Kildare statt. Unter den Versammlungsorten waren so berühmte Orte wie Dublin Castle, Bluecoat School, Chichester House. Der letzte Versammlungsort war das zu diesem Zweck errichtete Irish House of Parliament in College Green im Zentrum von Dublin.

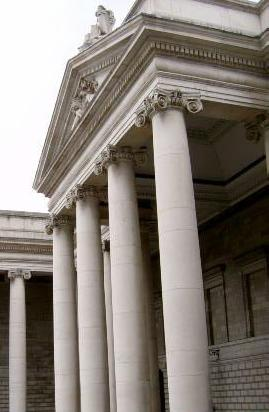
Die Fassade des Irish Parliament House in Dublin. Heute befindet sich hier eine Filiale der Bank of Ireland.

## Geschichte
Das Parlament von Irland entstand ursprünglich im 13. Jahrhundert als Repräsentation der anglo-normannischen Grundherren in Irland. Die ursprünglichen gälischen Bewohner waren nicht vertreten oder wahlberechtigt. Doch im 14. und 15. Jahrhundert sank die Zahl der englischen Bewohner in Irland dramatisch – lediglich eine kleine Enklave um Dublin, als Pale bekannt, blieb bestehen. Das Parlament wurde daher bis zum 17. Jahrhundert hauptsächlich ein Forum dieser Enklave. Die Bewohner des Pale drängten daraufhin den König von England, eine führendere Rolle in Irland zu spielen, um sie vor den gälisch-irischen Adligen zu schützen. Durch das Poynings’ Law (1494) wurde das Parliament of Ireland dem englischen Parlament untergeordnet und verlor dadurch an Macht.
Die Rolle des irischen Parlaments änderte sich 1541, als Heinrich VIII. das „Königreich Irland“ ausrief und die erneute Eroberung Irlands durch die Tudors begann. Durch die protestantische Reformation der Tudors und die Einführung der anglikanischen Staatskirche änderte sich das politische Bild in Irland, da nach wie vor der Großteil der Bevölkerung von römisch-katholischer Konfession war, was zu heftigen Auseinandersetzungen im irischen Parlament führte. 1613 bis 1615 wurden daher Wahlbezirke für das Parlament genau so festgelegt, dass die englischen und schottischen Siedler die Mehrheit der Abgeordneten im irischen Parlament stellten. Nun diente das Irische Parlament – wieder einmal – der Repräsentation der englischen, jetzt aber protestantischen, Minderheit. Das anglo-irische Parlament versuchte in der folgenden Zeit des Öfteren (erfolglos) die Unabhängigkeit von London zu erreichen. Im frühen 18. Jahrhundert setzte es sich dann erfolgreich dafür ein, alle zwei Jahre einberufen zu werden – bisher war dies von den Launen des britischen Königs abhängig – kurz darauf erreichte es sogar die permanente „Anwesenheit“, eine Entwicklung ähnlich der des britischen Parlaments. Weiterhin kämpfte das Parlament für größere Machtbefugnisse gegenüber dem (übergeordneten) britischen Parlament sowie besseren Handelsbedingungen mit Großbritannien.
Viele öffentliche Zeremonien in Irland orientierten sich am britischen Parlament. Die Parlamentssaison wurde offiziell mit der Thronrede des Lord Lieutenant of Ireland eröffnet, der auf einem Thron aus purpurnem Samt saß. In den Sitzungsperioden des Parlaments zog die wohlhabendste anglo-irische Elite nach Dublin, da dieser Zeitraum oft von Bällen und Feierlichkeiten begleitet wurde. Vor allem Mitglieder des Hochadels kamen in Scharen nach Dublin, wo sie in riesigen und reich dekorierten Wohnhäusern wohnten – anfangs im Nordteil Dublins, später in den neuen georgianischen Residenzen rund um Merrion Square und Fitzwilliam Square. Deren Anwesenheit in der Stadt verhalf dieser zu einem wahren ökonomischen Boom.

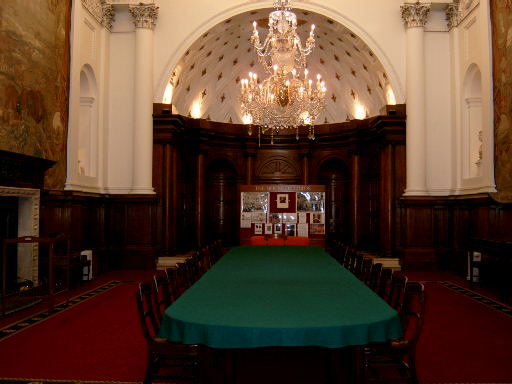
Die ehemalige Oberhauskammer im Irish House of Parliament. Heute ein Raum der Filiale der Bank of Ireland.

## Das Oberhaus (Irish House of Lords)
Das Irish House of Lords war das Oberhaus des Parliament of Ireland. Es fungierte auch als Oberstes Gericht des Königreichs Irland.
Den Vorsitz über das Oberhaus hatte der Lord Chancellor von Irland, der auf dem so genannten „Wollsack“ saß – einem sehr großen Stuhl, der weder Arm- noch Rückenlehne hatte und dessen purpurnes Polster mit Wolle aus allen drei „Ländereien“ des Vereinigten Königreichs (England, Schottland, Irland) gefüllt war.

## Das Unterhaus (Irish House of Commons)
Die Mitglieder des Unterhauses wurden direkt gewählt, allerdings mit einem sehr beschränkten Stimmrecht. Römisch-Katholischen Personen war es verboten, im Parlament zu sitzen, obwohl sie die Mehrheit der Bevölkerung stellten. Diese Aussperrung betraf auch die Presbyterianer in Ulster. Bis in die 1790er Jahre hinein durften diese Bevölkerungsgruppen auch nicht das Unterhaus wählen.
Die irische Exekutive unter dem Lord Lieutenant von Irland war nicht dem Unterhaus, sondern direkt der britischen Regierung unterstellt. Den Vorsitz des Unterhauses führte der Unterhaussprecher, der direkt aus den Unterhausmitgliedern gewählt wurde – er war die beherrschende Person des Parlaments.

## Abschaffung des Parlaments
Durch den Act of Union 1800 und im Rahmen der damit einhergehenden Vereinigung der Königreiche Großbritannien und Irland zum Vereinigten Königreich von Großbritannien und Irland am 1. Januar 1801 wurde das irische Parlament aufgelöst und stattdessen die beiden Kammern des bestehenden Parlaments des Vereinigten Königreichs im Palace of Westminster um irische Abgeordnete erweitert. Anstelle des Irish House of Lords wurden vier Bischöfe der Church of Ireland und 28 aus den Reihen der irischen Peers zu wählende Representative Peers ins britische House of Lords entsandt. Anstelle des Irish House of Commons wurden fortan 100 irische Abgeordnete in das insgesamt 658 Abgeordnete zählende britische House of Commons entsandt. Für die Durchführung des Act of Union war es notwendig, dass sowohl das irische als auch das britische Parlament diesem Gesetz zustimmten. Beide Kammern des irischen Parlaments stimmten dem Gesetz am 28. März 1800 zu und beschlossen damit selbst ihre eigene Auflösung. Nachdem auch das britische Parlament dem Gesetz am 2. Juli 1800 zugestimmt hatte erteilte auch Georg III. am 1. August 1800 die königliche Zustimmung, wodurch der Act of Union rechtswirksam beschlossen war. Am 2. August 1800 trat das irische Parlament letztmals zusammen und löste sich mit Wirkung zum 1. Januar 1801 auf.